# Viktoria (cantante)
Teresita Viktoria Elizaga Agbayani (Sual, Pangasinan; 26 de octubre de 1969), conocida también solo como Viktoria. Es una cantante filipina nacida en Sual Pangasinán.

## Biografía
Es hija del político y Gobernador de Pangasinán, Víctor E. Agbayani. Cuenta su historia que ella se opuso ante las decisiones de sus padres ya que no querían que ella sea artista, aunque logró manifestarse su intención para integrarse o formar parte del espectáculo. Perteneciente a una familia de un clan político familiar en su natal Pangasinán, su hermano también incursionó en la política y que se ha estado postulando para ser gobernador, mientras que otro de sus hermanos es alcalde. Viktoria demostró ante sus padres su talento, como su estilo o forma de cantar.

## Carrera
Cuando fue estudiante de secundaria en Maryknoll (actualmente conocido como Colegio Mirriam), a su tierna edad Viktoria ya escribía canciones para unos repertorios musicales de teatros, con un indicador de talento que ella misma lo tiene. Al principio fue poco conocida por los oyentes de su país y más adelante fue reconocida por la industria musical, en el 2000, en MTV Filipinas fue difundido como el Mejor video musical Femenino con la canción titulada "Pwede Ba". La misma canción que la hizo cosechar premiaciones en Katha AWIT ese mismo año. Su CD incluye la canción "Para estar cerca de usted", que fue enviado por un amigo que reside en Hollywood, California en los Estados Unidos. Viktoria más adelante quedó sorprendida cuando se enteró de que la canción que había compuesto para una banda sonora, fue interpretada para una serie popular titulada, "Felicity", que ella consideró exitosa. Después de su gran empeño, definió su logro durante su carrera artista. Si bien también como practicante de Muay Thai, también ha participado en diferentes torneos deportivos en su país de origen.

## Discografía

### Álbumes de estudio
- Here to Stay (2005, Warner Music)
- Los secretos (2000, Sony Music)

### Síngles
- Paano
- Padaplis
- Ilipad Mo Ako
- Peligrosas
- Para estar cerca tuyo
- Chico Sexy
- Shubidu
- ¿Qué pasa si?
- Yo lo hago
- Pwede Ba?
- Bongga
- Te Quiero
- Don't Go
- Bagoong en Mangga
- Tanga
- Nalalasing
- Tanging Pag-Ibig